# Chibinen
De Chibinen (Russisch: Хибины; Chbiny; [xʲiˈbʲinɨ]) is een van de twee grote bergmassieven op het centrale deel van het schiereiland Kola in de Russische oblast Moermansk. Het hoogste punt wordt gevormd door de piek van de Joedytsjboemtsjorr met 1191 meter. Het massief is populair bij wintersporters.
Het klaverbladvormige massief ligt ingeklemd tussen het Imandrameer aan westzijde en het Oemboeseromeer aan oostzijde. Aan de andere zijde van het Oemboeseromeer, op 5 kilometer van het oostelijkste punt van de Chibinen, bevindt zich het andere grote bergmassief van het schiereiland; de Lovozero-toendra's.

## Kenmerken
De Chibinen hebben een geologische ouderdom van ongeveer 350 miljoen jaar, een gemiddelde hoogte tussen de 900 en 1000 meter en spreiden zich uit over een lengte van ongeveer 45 kilometer met een oppervlakte van ongeveer 1300 km². De pieken zijn plateauvormig met steile hellingen en verspreide gletsjers, ijsvelden en sneeuwvelden. Het bestaat grotendeels uit een complex van nefeliene syeniet, die verbonden is met nefelien-apatietafzettingen. Het gebergte is seismisch actief.
De boomgrens ligt op ongeveer 400 meter hoogte. Daarboven bestaat de begroeiing grotendeels uit alpine toendra en daarboven gaat het langzaam over in een gebied met vorstverweringsverschijnelen. De Chibinen zijn bekend vanwege hun natuurschoon, zoals de onbewoonde regio rond het Oemboeseromeer.
Op de berg Voedjavrtsjorr is een arctisch-alpine botanische tuin aangelegd.
Aan de zuidvoet van de bergrug bevinden zich de steden Apatity en Kirovsk waar door het bedrijf Apatit (het grootste mijnbouwbedrijf van Europa) apatiet wordt gewonnen. Aan een aantal meren in het gebied bevinden zich campings.

## Klimaat
Het massief ligt in een gebied met een zachte winter, hetgeen wordt veroorzaakt door de relatieve nabijheid van de Barentszzee, die wordt bereikt door de warme Golfstroom. De poolnacht duurt er ongeveer 4 weken; van eind december tot begin januari. Er komen veel cyclonen voor, die gepaard gaan met scherpe dalingen van de luchtdruk. Op de open plekken op de toppen heeft de wind vrij spel en worden windsnelheden gehaald van 28 meter per seconde. Van september tot midden april kan het poollicht er worden waargenomen. De zomer is er kort met in de berggebieden 60 tot 80 vorstvrije dagen. Aan de voet van het massief telt elk jaar bijna 70 dagen met een gemiddelde temperatuur boven de 10 °C. In de zomer vindt ook de meeste neerslag plaats. De pooldag duurt in de Chibinen van eind mei tot midden juli.

## Delfstoffen
Het massief is rijk aan apatiete en nefeliene ertsen, die worden gedolven voor de productie van minerale kunstmest. Ook wordt het gelijknamige siersteen chibiniet er gewonnen. In de jaren 30 werd er lovchorriet gewonnen voor het verkrijgen van zeldzame aarden en thorium. Andere mineralen die kunnen worden gevonden in de Chibinen zijn bijvoorbeeld rinkoliet, yuksporiet, astrofylliet, fersmaniet, aegirien en eudialyt.

## Onderzoek en bewoning
Het gebergte werd voor het eerst onderzocht door de Russische wetenschapper Alexander von Middendorff in 1840. Andere wetenschappers en reizigers die het massief bezochten waren onder andere Wilhelm Ramsay (tussen 1887 en 1892) en Michail Prisjvin (1907). In 1914 werd begonnen met de aanleg van de Moermansk-spoorlijn naar het gebied. In 1920 ontdekte Alexander Fersman zeldzame alkalische mineralen in de Chibinen, waarna mineraloog Aleksandr Laboentsov grote apatietvoorraden blootlegde tussen 1925 en 1926. In 1930 werd daarop een ertsverwerkende fabriek (ANOF-1) gebouwd aan de oever van het Groot Voedjavrmeer.